# 戰龍在野
《戰龍在野》是一部於1992年上映以僱傭兵為題材的香港動作電影，由王坤動作指導；柯受良導演、動作指導及領銜主演，王傑及張敏領銜主演；李修賢友情客串；梁家仁及龍方主演。

## 劇情
阿傑（王傑）是一个有志青年，但性格比较懦弱。阿火（李修贤）被龙哥（梁家仁）陷害刺殺其對家被抓进了监狱。阿傑为了阿火的妹妹阿敏（张敏）误杀龙哥的弟弟（龙方），为了躲避黑社会的追杀，同阿敏雙雙逃到了法国，为了生存阿傑参加了法国外籍兵團。在军营裏阿傑吃了很多苦，但在克哥（柯受良）的帮助下，经过长达数月的急训，他终于成为了一名合格的雇佣兵。在执行完任务后阿傑成为了法国第三师的士兵。就在阿杰即将凯旋归来的时候，阿敏在法国，阿火在出狱回家的路上，双双被枪杀。 阿杰回来后决定要为他们报仇，于是找来克哥（克哥因為台灣命案有人頂包而退出兵團）。而龙哥那边知道阿傑是雇佣兵，便叫手下也找来了一队雇佣兵对付他们，谁想到找来的这两个雇佣兵正是在军营和阿傑、克哥有瓜葛的黑人Billy和僱傭兵教官，经过一场激烈的厮杀，阿傑终于报了仇。

## 人物角色
| 角色名稱 | 演員                 | 配音   | 備註 |
| -------- | -------------------- | ------ | --- |
| 王仁傑   | 王傑                 | 張炳強 | 阿火之手下，龍先生之天敵 因刺殺龍少爺而逃亡至法國，後成為僱傭兵                                                                                  |
| 阿敏     | 張敏                 | 何錦華 | 王仁傑之女友，阿火之胞妹 因男友的命案而逃到法國 後被龍先生委派的殺手擊斃                                                                         |
| 張克     | 柯受良               | 周永光 | 王仁傑之好友，曾多次幫助其 台灣賭徒，因玩家出老千而誅殺對頭人而跑路往法國，並加入法國外籍兵團 在香港跟被龍哥收賣法國指揮官，在打鬥中與其爆炸犧牲 |
| 指揮官   | Stefanos Miltsakakis | 陳欣   | 僱傭兵教官，跟阿傑亦敵亦友，最終反目 被龍先生收買刺殺阿傑 在行刺克哥時爆炸身亡                                                                   |
| 比利     | Billy Blanks         | 楊捷康 | 非裔僱傭兵，跟阿杰及張克不和 曾雞姦日本仔 被龍先生收買刺殺阿傑 後被張克擊斃                                                                      |
| 阿光     | 龍方                 | 陳永信 | 龍少爺 王仁傑之天敵 龍先生之胞弟 因當眾調戲阿敏而被阿杰誤殺 （特別演出）                                                                         |
| 潮洲火   | 李修賢               | 陳欣   | 王仁傑之老大 被龍先生設局陷害而身陷囹圄，後被龍先生的手下擊斃                                                                                    |
| 龍先生   | 梁家仁               | 楊捷康 | 龍哥 王仁傑之天敵 龍少爺之胞兄 陷害阿火殺人，後趁阿杰即將畢業而謀害阿火兄妹 最終被阿杰擊斃                                                       |
|          | Jerry Trimble        |        | 比利的朋友 |
| 日本仔   | 麥偉章               |        | 訓練期間被Billy雞姦，繼而不堪受辱吞鎗自殺 |
|          | 程守一               |        | 龍哥手下 |
|          | 楊澤霖               |        | 遭阿火槍殺 |
|          | 唐文良               |        | |
|          | 成福安               |        | 遭阿火槍殺 |
|          | 關勇                 |        | 龍哥手下 |
|          | 喬納森艾思佳         |        | |
|          | Mike Miller          |        | |
|          | 陳中泰               |        | |
|          | 林國傑               |        | |
|          | 張浚鴻               |        | 龍哥手下 |
|          | 江富強               |        | 龍哥手下 |
|          | 朱運星               |        | |
|          | 黃凱森               |        | |
|          | 陳碩                 |        | |
|          | 張榮祥               |        | |
|          | 林華勳               |        | |
|          | 江浪                 |        | |

## 工作人員
- 副導演: 羅舜泉；林興隆
- 美術指導: 莫少奇
- 攝影指導：陳廣鴻；黃寶文；李德偉

## 外部連結
- 開眼電影網上《戰龍在野》的資料（繁體中文）
- 香港影庫上《戰龍在野》的資料（繁體中文）
- 时光网上《戰龍在野》的資料（简体中文）
- 豆瓣电影上《戰龍在野》的資料 （简体中文）
- 互联网电影数据库（IMDb）上《戰龍在野》的资料（英文）